# كأس الاتحاد السيرلانكي
كأس الاتحاد السيرلانكي لكرة القدم (بالإنجليزية: Sri Lanka FA Cup)‏ ، هي كأس اتحاد رياضة كرة القدم في سريلانكا، أسست سنة 1948م.

## مصدر
1. ↑  "Police SC a vintage soccer club" (PDF). Sports. The Island. 28 أغسطس 2003. مؤرشف من الأصل (pdf) في 2016-03-03. اطلع عليه بتاريخ 2010-08-09.